# Gérard Bertouille
Pour les articles homonymes, voir Bertouille.
Gérard Victor Joseph Ghislain Bertouille (né le 26 mai 1898 à Tournai et mort le 12 décembre 1981 à Ixelles) est un compositeur belge de musique classique du XXe siècle.  

## Biographie
Issu d’une famille de tisserands tournaisiens, fils de Victor Léandre Antoine Joseph Bertouille et de Romaine Aline Juliette Wattiez, il suit d’abord des études de droit et de philosophie. Passionné de musique, il commence en autodidacte avant d’intégrer le Conservatoire royal de Bruxelles (1934-1936).  
Il y suit les cours de Francis de Bourguignon (harmonie et contrepoint), Armand Marsick (orchestration), Jean Absil et André Souris (composition).  
Son œuvre reste marquée par un langage tonal enrichi de dissonances ponctuelles.  

## Style
Selon François-René Tranchefort, son style « reste fidèle à la tradition tonale tout en explorant des couleurs harmoniques modernes ».  

## Œuvres principales
- Requiem des hommes d'aujourd'hui (1950)[4]
- Fantaisie pour orchestre (1958)
- Prélude et fugue
- Trois symphonies (1938, 1955, 1957)
- Fantaisie – Passacaille (1963)
- Deux concertos pour violon (1942, 1960)
- Deux concertos pour piano (1946, 1953)
- Trois quatuors à cordes
- Concertino pour quatre clarinettes

## Réception et postérité
Ses partitions, conservées notamment à la Bibliothèque royale de Belgique (KBR), sont encore consultées par les chercheurs en histoire de la musique belge. Certaines œuvres ont été mentionnées dans le Catalogue des compositeurs belges publié par le CeBeDeM.  